# Ильин, Николай Иванович (1829)
Николай Иванович Ильин (1829 — 22 октября [3 ноября] 1892) — герой Севастопольской обороны, Георгиевский кавалер (1855), капитан 1-го ранга (1873).

## Биография
Происходил из дворян Херсонской губернии. Воспитывался в Морском кадетском корпусе, откуда в 1847 году был выпущен мичманом в Черноморский флот. В 1853 году был назначен на пароходо-фрегат «Херсонес», на котором принял участие в Синопском сражении. «За точное выполнение распоряжений командира корабля с отличным присутствием духа» он был награждён орденом Св. Анны 4-й ст. с надписью «За храбрость» и произведён в лейтенанты.
Участвовал в обороне Севастополя; состоял в 35-м флотском экипаже: с сентября 1854 года по 28 августа 1855 года он состоял в гарнизоне Севастополя на 2-м отделении оборонительной линии — командовал двумя батареями на 4-м бастионе. За отличие при отражении бомбардировки города в октябре 1854 года был награжден орденом Св. Анны 3-й ст. с бантом, а 10.09.1855 г. был представлен к награждению орденом Св. Георгия 4-й степени:

Лейтенант Ильин-2, командуя во время бомбардирования 5 и 6 прошлого июня двумя бульварными батареями в 10 орудий, на которые пред штурмом был сосредоточен весь огонь английских и частью французских батарей, учащенными и меткими картечными выстрелами расстроил и обратил в бегство наступавшего на штурм неприятеля, уничтожив последнюю попытку его вновь ворваться в наши укрепления.

По отбитию штурма лейтенант Ильин обратил огонь своих батарей на 4-х и 8-ми орудийные английские батареи, более всего вредившие нашему левому флангу, и искусными выстрелами сбил их в короткое время, заставя не открывать огня в продолжение двух суток.
Награждение было утверждено Высочайшим Указом от 16.11.1855 г. «в воздаяние подвигов особенной храбрости»; внесён в Вечный список кавалеров ордена Св. Георгия 4-й ст. под № 9624. Позже, ещё за подвиги в августе 1855 года, он получил ещё и орден Святого Станислава 2-й степени с мечами.
Командир яхты «Орианда» в составе Черноморского императорского флота в 1857 году.
С 1858 года он находился за границей «для надзора за постройкой винтовой шхуны «Соук-су».
В 1860 году был назначен помощником директора Черноморских и Азовских маяков с зачислением по флоту. В 1861 году удостоен ордена Св. Владимира 4-й ст. с бантом, в 1866 году — Св. Анны 2-й ст. с мечами, в 1883 году — Св. Владимира 3-й ст.
В течение 28 лет занимался лоцманским и маячным делом, став одним из ведущих специалистов России в данной области; опубликовал ряд статей в «Морском сборнике». 
С 1888 года был назначен заведовать «инвалидными хуторами близ Николаева и Севастополя».